# Buteo archeri
Buteo archeri (лат.) — вид птиц из семейства ястребиных. Эндемик Сомали. Иногда его не признают отдельным видом и считают конспецифичным Buteo augur. Видовое название присвоено в честь двух Арчеров — охотника Энтони Л. Арчера и исследователя Африки, губернатора Сомали и Судана сэра Джоффри Франциса Арчера.

## Таксономия
Формирует комплекс видов (надвид) с B. augur и B. rufofuscus.

## Распространение
Обитают на нагорьях северной части Сомали.

## Описание
Длина тела 50-55 см. Нижняя часть тела каштанового цвета. Птица довольно сильно отличается от более крупного белогрудого вида B. augur. Также заметны рыжеватые перья на верхней стороне тела и белое горло с чёрными прожилками. У некоторых птиц бок и верхняя часть грудки черноватые. Молодые особи по окрасу от бледно-рыжих до беловатых снизу с редкими прожилками на верхней части грудки.

## Биология
В кладке 1-2 яйца. Другие детали размножения и питания пока не изучены.